# ネ (称号)
ネ（根、禰、泥、尼）は古代日本の称号（原始的カバネ）の一つで人名、氏名あるいは神名の語尾に付けられる。「古い時代の首長の称号の一種」で、起源的には「英雄的首長」の称号と考えられる。ネの称号は氏族系譜や神話創作の過程で抽象化された始祖名や擬人化された神名にも使われた。成務天皇代のカバネ制度導入において「ネ」の称号は他の称号に取って代わられ、「スクネ（宿禰」）のみが残されたと考えられる。

## 概説
「ネ」の人名（先祖名）は軍事的政治的長としての国造家や軍事的氏族である物部氏族に集中的に見られる。「ネは力強いもの、すぐれた能力をもつものに関わる概念で、それが現実の首長に向けられた時」、「現実的な力によって人々を統率した英雄的首長」の称号と考えられる。英雄的首長につけられたネの称号は呪術的首長に付けられた「ミ」と「ほぼ同時期同地域に、同じく首長の称号として併存して」いる。そして「ネを名乗る人名の例は、殆んど全て応神天皇以前に限られるという時代的特色をもっている」。このため「ネ」の称号は「三、四世紀における各地の豪族」たちの称号であったと考えられる。ネの称号は三、四世紀の大和政権下で「オオネ（大禰、大尼）」、「スクネ（少名、宿儺、宿禰、足禰、足尼）」、「トネ（刀禰、戸根、等禰）」等の派生的称号を生み出したと考えられる。
ネをもつ人名は大きく3つに分類できる。
1. 形容語を冠しているもの
オホネ（大禰命、武建大尼命）、タリネ（島垂根王、讃岐垂根王）、フルネ（出雲振根）、イリネ（飯入根、伊理尼）、タラシネ（天帯根命）など。
2. 地名についているもの
トチネ（大和国十市郡）、ハリナネ（尾張国針名）
3. 物の名についているもの
ツルギネ（剣根）、タマネ（豊玉根）[7]

ネの称号は氏族系譜の抽象的始祖名に出てくる。たとえば凡川内国造氏の始祖天津彦根・「アマツヒコネは、”アマツヒコ”即ち天に由来する立派な男という美称にネの称号がついたもので、”〜ネ”を祖先にもつ豪族の始祖として作為的に系譜づけられたと思われる」。
ネはさらに「自然崇拝を示す語になったり、後に”神”の範疇に入れられた架空の象徴的人物の称号につけられ」神名や神社名になったと考えられる。
ネの称号はノの称号とも関係が深く、「ネとノは共にほぼ同時期に同地域の首長級の人達の呼称である。」

## 国造りの首長としてのネ
「ネ」の人名が国造や地域を代表する氏祖として古事記、日本書紀、新撰姓氏録等に50例ほど、旧事紀国造本紀には32例が集中して見られる。ネの国造はその軍事力により国を支配したと考えられる。
| 古代資料にみられるネの人名（地名・神名） | 古代資料にみられるネの人名（地名・神名） | 古代資料にみられるネの人名（地名・神名） | 古代資料にみられるネの人名（地名・神名） |
| ネの名                                   | 漢字                                     | 首長の地位等                             | 時代                                     |
| ---------------------------------------- | ---------------------------------------- | ---------------------------------------- | ---------------------------------------- |
| アタネ                                   | 阿多根                                   | 山代国造                                 | 神武天皇期                               |
| アメノミチネ                             | 天道根（旧事紀、姓氏録）                 | 紀伊国造                                 | 神武天皇期                               |
| ソネ                                     | 彦己蘇根(彦己曾保理）                    | 凡河内国造                               | 神武天皇期                               |
| ツルギネ                                 | 剣根                                     | 葛城国造（葛木土神）                     | 神武天皇期                               |
| カムオオネ                               | 神大根                                   | 本巣国造                                 | 開化天皇期                               |
| トヨタマネ                               | 豐玉根                                   | 波多岐国造                               | 崇神天皇期                               |
| ヤチスクネ                               | 八千足尼                                 | 吉備穴国造                               | 景行天皇期                               |
| シオミスクネ                             | 塩海足尼（塩見宿禰）                     | 甲斐国造                                 | 景行天皇期                               |
| ウナスクネ                               | 宇那足尼                                 | 豊国造                                   | 成務天皇期                               |
| オオアトスクネ                           | 大阿斗足尼（大阿刀足尼）                 | 熊野国造                                 | 成務天皇期                               |
| オオカワネスクネ                         | 大河音足尼                               | 伊彌頭国造                               | 成務天皇期                               |
| オオフネスクネ                           | 大船足尼                                 | 吉備品治国造                             | 成務天皇期                               |
| オオミナクチスクネ                       | 大水口足尼                               | 末羅国造                                 | 成務天皇期                               |
| オオヤギスクネ                           | 大八木足尼                               | 伯岐国造                                 | 成務天皇期                               |
| オタチスクネ                             | 小立足尼                                 | 都佐国造                                 | 成務天皇期                               |
| カラセスクネ                             | 韓背足尼                                 | 長国造                                   | 成務天皇期                               |
| サヒネ                                   | 佐比禰                                   | 島津国造                                 | 成務天皇期                               |
| トハスクネ                               | 止波足尼                                 | 比多国造                                 | 成務天皇期                               |
| ヒトネ                                   | 比止禰                                   | 阿尺国造                                 | 成務天皇期                               |
| フナホスクネ                             | 船穗足尼                                 | 但遲麻国造                               | 成務天皇期                               |
| フナセスクネ                             | 船瀨足尼                                 | 久自国造                                 | 成務天皇期                               |
| ヤグチスクネ                             | 矢口足尼                                 | 淡道国造                                 | 成務天皇期                               |
| ワカナガスクネ                           | 若長足尼                                 | 三国国造                                 | 成務天皇期                               |
| イナバスクネ                             | 印播足尼                                 | 久努国造                                 | 仲哀天皇期                               |
| サキスクネ                               | 佐紀足尼                                 | 大伯国造                                 | 応神天皇期                               |
| チハスクネ                               | 千波足尼                                 | 粟国造                                   | 応神天皇期                               |
| ツミジスクネ                             | 都彌自足尼                               | 明石国造                                 | 応神天皇期                               |
| ウサヒトネ                               | 宇佐比乃禰                               | 道口岐閉国造                             | 応神天皇期                               |
| ツクバトネ                               | 筑紫刀禰                                 | 茨城国造                                 | 応神天皇期                               |
| ヤヌシトネ                               | 屋主乃禰                                 | 道奧菊多国造                             | 応神天皇期                               |
| タドリスクネ                             | 田鳥足尼                                 | 都怒国造                                 | 仁徳天皇期                               |
| イグスクネ                               | 伊具足尼                                 | 薩摩国造                                 | 仁徳天皇期                               |
| シワカツスクネ                           | 志波勝足尼                               | 江沼国造                                 | 反正天皇期                               |
| ウナカミスクネ                           | 菟上足尼                                 | 穂国造                                   | 雄略天皇期                               |

## 物部氏族系譜のネ
ネの称号は氏族系譜の中で応神天皇期以前の先祖名に特徴的に出現する。軍事的氏族を代表する物部氏族において「ネ」は「オオネ（大尼、大禰）」、「スクネ（足尼、宿禰）」という称号で特徴的に頻出する。先代舊事本紀、天孫本紀によれば大和政権は足尼（神武天皇代）、宿禰（孝安天皇または成務天皇代）そして大尼（開化天皇代）または大禰（崇神天皇代）の称号または官号を定め、物部諸氏に任命したという。足尼には物部氏初代の「宇摩志麻治」と2代目の「彦湯支（目開）」また4代目の「三見」などを任命した。宿禰は三見足尼に始まり、「大矢口」、また「多辨」や「膽咋」を任命した。大尼または大禰には「大峰」や「大綜杵」また「武建」や「建膽心」を任命したという。
「足尼」は天皇の「近宿殿内」の人に対する称号と述べられている。これは後代に天皇を「近宿殿内」で護衛する「舎人」の称号に相対する。「足尼」はこれまで「スクネ」と考えられてきたが、「舎人」と同じ「トネ」に対する当て字の可能性もある。
「宿禰」ははじめ（孝安天皇代）称号であったが、後（成務天皇代）にはカバネとなった。「宿禰（スクネ）」は6〜7世紀の「大兄（オオエ）」に対する「小兄（スクナエ）」に相当する称号とこれまで解釈されてきた。。「大（オオ）」に対する「小（スクナ）」の対比は「大禰（オオネ）」に対し「小禰（スクネ）」ともなる。「大禰」と「小禰」は後の「大将」と「少（副）将」に対応する。したがって「宿禰」は副将軍的意味合いの「小禰（スクネ）」に由来する可能性がある。
「大禰」は崇神天皇代に初めて作られ「建膽心」が任命され、同時代に「多辨」が宿禰（小禰）に任命されたと伝えられている。崇神天皇以前は「大尼」（将軍）という称号があり、崇神天皇からは「大禰」（大将）と「小禰」（少将）の称号に分けられたと解釈可能である。

## 地域の英雄的首長としてのネ
ネの名前が地名を負う場合、人名や始祖名というよりもその地域の英雄的軍事的長の称号と考えられる。地名を負ったネ（ネコ）の首長は下の表の例が知られている。
| 古代資料にみられるネの人名（地名・神名） | 古代資料にみられるネの人名（地名・神名） | 古代資料にみられるネの人名（地名・神名） | 古代資料にみられるネの人名（地名・神名） |
| ネの名                                   | 漢字                                     | 首長の地位等                             | 備考                                     |
| ---------------------------------------- | ---------------------------------------- | ---------------------------------------- | ---------------------------------------- |
| ツヅキタリネ                             | 大筒木垂根王                             | 山城国綴喜郡(筒木 )                      | 『古事記』                               |
| トチネ                                   | 十千根（十市根、止智尼、十千尼）         | 大和国十市郡                             | 物部連遠祖（垂仁紀）                     |
| ハリナネ                                 | 尾治針名根                               | 尾張国愛知郡針名                         | 旧事紀                                   |
| マツヤタネ                               | 内避高國避高松屋種                       | 長門国厚狭郡松室郷                       | 『日本書紀』（神功皇后紀）               |

## 神名としてのネ
延喜式神名帳や古事記、日本書紀等の古代文献には多くの神名や神社名が残されている。それらから「武」、「天」、「大」、「命」、「別」等の美称を除くと、ネ（根、禰、泥、尼、那、邇）の語尾をもつ、以下の名称が見出される。「これらの神名は、自分達の首長をネと呼ぶ人たちによって作り出されたもの」と考えられる。
| 古代資料にみられるネの神名   | 古代資料にみられるネの神名                 | 古代資料にみられるネの神名         | 古代資料にみられるネの神名 | 古代資料にみられるネの神名           |
| ネの名                       | 延喜式神名帳                               | 古事記                             | 日本書紀                   | 他文献                               |
| ---------------------------- | ------------------------------------------ | ---------------------------------- | -------------------------- | ------------------------------------ |
| クモネ                       | 雲根神社（島根県）                         |                                    | 天牟羅雲（旧事紀）         | 天押雲根、天忍熊根命姓氏録）         |
| キネ                         | 発枳神社、木根神社、岐尼神社               |                                    |                            |                                      |
| ソネ                         | 曽祢神社、須牟地曽祢神社                   |                                    |                            | 曽根連（姓氏録）                     |
| キフネ                       | 貴布祢神社                                 |                                    |                            |                                      |
| アカバネ                     | 赤羽神社                                   |                                    |                            |                                      |
| オミネ                       | 乎美祢神社                                 |                                    |                            |                                      |
| ウルフシネ                   | 宇流冨志禰神社                             |                                    |                            |                                      |
| コネ                         | 許祢神社                                   |                                    |                            |                                      |
| ツツミネ                     | 堤根神社                                   |                                    |                            |                                      |
| カムネ                       | 神根神社                                   |                                    |                            |                                      |
| イクネ                       | 生根神社                                   |                                    |                            |                                      |
| ウナネ                       | 宇奈根（宇流冨志禰神社祭神）               |                                    |                            |                                      |
| マリネ                       | 田立建埋根命神社、建真理根（石作神社祭神） |                                    |                            | 建麻利尼命 （旧事紀）                |
| イネ                         | 伊尼神社                                   |                                    |                            |                                      |
| ヒネ                         | 日根神社                                   |                                    |                            |                                      |
| タネ                         | 多祢神社                                   |                                    |                            |                                      |
| アネ                         | 阿祢神社                                   |                                    |                            |                                      |
| コマガタネ                   | 駒形根神社                                 |                                    |                            |                                      |
| スガネ                       | 同社坐須美禰神社                           |                                    |                            | 須我禰、須義祢、須我社(出雲国風土記) |
| ウヒヂネ                     |                                            | 宇比地邇                           | 埿土根                     | 泥土煮（旧事紀）泥土野（天書紀）     |
| スヒヂネ                     |                                            | 須比智邇                           | 沙土根                     | 沙土煮（旧事紀）砂土野（天書紀）     |
| アヤカシコネ                 |                                            | 阿夜訶志古泥                       | 吾屋惶根・青橿城根         |                                      |
| アヂスキタカヒコネ           |                                            | 阿遅鉏高日子根（阿治志貴高日子根） | 味耜高彦根                 |                                      |
| イクツヒコネ                 |                                            | 活津日子根                         | 活津彦根                   |                                      |
| スクナヒコネ                 |                                            | 少名毘古那                         | 少彦名                     | 小比古尼（『播磨国風土記』）         |
| オシホネ                     |                                            | 天之忍穂耳                         | 天忍穂根・天忍骨           | 天忍穂長根（山城国 風土記逸文）      |
| アメノツドヘチネ             |                                            | 天之都度閇知泥                     |                            | 阿麻乃都刀閇乃知尼(粟鹿大明神元記）  |
| ヒナテルネカタビチアイコチニ |                                            | 日名照額田毘道男伊許知邇           |                            |                                      |
| トオツマチネ                 |                                            | 遠津待根                           |                            |                                      |
| アメノフキネ                 |                                            | 天之冬衣                           | 天之葺根                   | 天布由伎奴(粟鹿大明神元記）          |
| ワカムロツタネ               |                                            | 久々紀若室葛根                     |                            | 冬記若室葛根（旧事紀）               |
| ニニギネ                     |                                            | 天津日子番能邇邇藝                 | 天津彦根火瓊瓊杵根         |                                      |
| クシヒネ                     |                                            | 建日向日豊久士比泥（別）           |                            |                                      |
| トヨアキツネ                 |                                            | 天御虚空豊秋津根別（大倭豊秋津島） |                            |                                      |
| イナダネ                     |                                            |                                    | 建稲種命                   | 伊那陀宿禰                           |
| ヒトツネ                     | 天一根                                     |                                    |                            | 天比登都柱（旧事紀）                 |
| コヤネ                       |                                            | 天児屋根                           | 天児屋                     | 天乃古矢根、天乃子八根命（姓氏録）   |

## 「ネ」から「ヌ」・「ノ」へ
古事記、日本書紀、粟鹿大明神元記等の古代文献には「ネ」の他に「ノ」や「ヌ」を語尾にもつ先祖名や神名が見出される。とりわけ「出所の明確なノの例は全て出雲」関係である。出雲において「ネ」はヌやノに転訛したものを見ることができる。天之葺根は天之冬衣と同一人物と考えられ、フキ「ネ」がフユキ「ヌ」へ転訛している。また宇迦都久怒と宇賀都久野も同一人物と考えられ、ウカツク「ヌ」がウガツク「ノ」へ転訛している。ゆえにネはヌを経てノに転訛したと考えることができる。しかし出雲系譜にはもう一つの古い称号「ミまたミミ」から「ヌ」および「ノ」への転訛が見られる。布努都弥美は布怒豆怒と考えられ、フノツ「ミミ」がフノズ「ノ」に転訛している。ここから推察できるのは「ネ」と｢ミ」の併立的首長の称号を出雲では「ノ」または「ヌ」の単一的称号に統合したと考えられることである。
| 古代資料にみられるノの名 | 古代資料にみられるノの名   | 古代資料にみられるノの名                   | 古代資料にみられるノの名                 | 古代資料にみられるノの名                 |
| 読み名                   | 古事記                     | 日本書紀                                   | 粟鹿大明神元記                           | 他文献                                   |
| ------------------------ | -------------------------- | ------------------------------------------ | ---------------------------------------- | ---------------------------------------- |
| トヨクモノ               | 豊雲野                     | 豊斟渟（とよくむぬ）、豊組野（とよくみの） |                                          |                                          |
| ヤシマシノ               | 八島士奴美（やしましぬみ） | 八嶋篠（やしましの）、八嶋野（やしまの）   | 夜斯麻斯奴（やしましぬ）                 |                                          |
| フハノモヂクヌスヌ       | 布波能母遅久奴須奴         |                                            | 布波能母知汙那須奴（ふはのもちうなすぬ） |                                          |
| フノツヌ                 | 布怒豆怒（ふぬづぬ）       |                                            | 布努都弥美（ふのつみみ）                 |                                          |
| オミツノ                 | 淤美豆奴（おみづぬ）       |                                            | 意弥都奴（おみつぬ）                     | 八束水臣津野（おみつの）「出雲国風土記」 |
| フキネ                   | 天之冬衣（あめのふゆきぬ） | 天之葺根（あめのふきね）                   | 天布由伎奴（あまふゆきぬ）               |                                          |
| ミケノ                   | 御毛沼、若後毛沼、豊御毛沼 | 三毛野、稚三毛野                           |                                          | 櫛御気野（出雲国造神賀詞）               |
| ウカツクノ               |                            | 鸕濡渟                                     | 宇迦都久怒                               | 宇賀都久野（新撰姓氏録抄）               |
| イリネ                   |                            | 三毛野、飯入根                             |                                          | 飯入根（新撰姓氏録抄）                   |